# Hinduisme
L'hinduisme (en sànscrit: सनातन धर्म, Sanātana Dharma, 'la llei eterna') és un terme que expressa un conjunt de creences, pràctiques espirituals i escriptures presents a l'Índia que reconeixen l'autoritat dels Vedes, l'origen de les quals remunta a fa més de 3.500 anys.
Si se'l considera una religió, en seria la tercera a escala mundial, amb aproximadament 1.000 milions de practicants, el 96% dels quals viuen al subcontinent indi.

## Etimologia

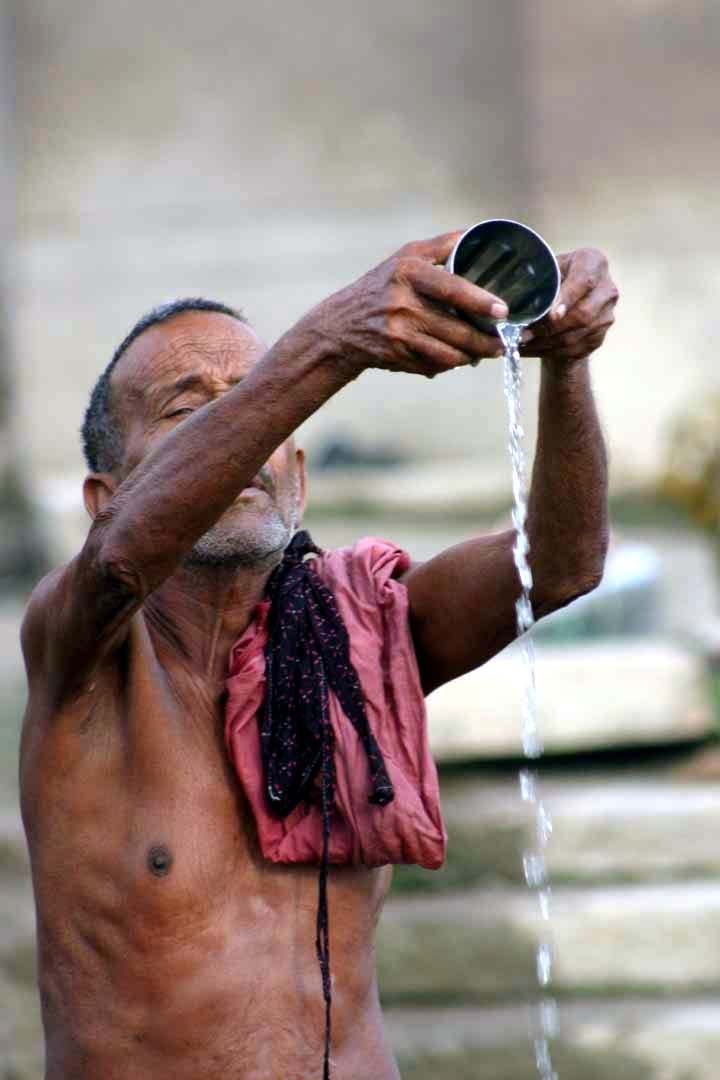
Pregant a la riba del Ganges

El símbol Aum

Es denomina hinduista o hindú qui creu en alguna de les religions de l'hinduisme, però també designa qui forma part de la cultura hinduista. Originàriament, la paraula prové del persa hindu, que era com els perses pronunciaven el nom del riu Sindhu (en català: Indus, que antigament era la frontera de l'Indostan).
A causa del fet que la major part de la població de l'Índia professa l'hinduisme i la voluntat d'evitar l'ambigüitat del gentilici indi (usat també per a designar els aborígens del continent americà), pràcticament d'ençà de la introducció al català durant el darrer terç del segle xix s'ha fet servir també el mot hindú per a designar els naturals de l'Índia. El terme indià, del català medieval i clàssic, no s'ha tornat a posar en ús, fins ara.
Aquest ús extensiu d'hindú és admissible quan no hi hagi risc de confusió amb el seu sentit estrictament religiós: hindú = religió i indi = gentilici de l'Índia o "Índies" o totes dues coses alhora, "descobertes" per Cristòfol Colom.

## Definició de l'hinduisme pel Tribunal Suprem de l'Índia
El 1966, la Cort suprema de l'Índia va definir així la fe hindú:
1. l'acceptació respectuosa dels Vedes com la més alta autoritat sobre els assumptes religiosos i filosòfics, i l'acceptació respectuosa dels Vedes pels pensadors i filòsofs hindús com a base única de la filosofia hindú,
2. l'esperit de tolerància i de bona voluntat per a comprendre i apreciar el punt de vista de l'adversari, basat sobre la revelació que la veritat implica diverses aparences,
3. l'acceptació dels sis sistemes de filosofia hindú i d'un ritme del món que coneix períodes de creació, de conservació i de destrucció, o yuga, succeint-se sense fi,
4. l'acceptació de la creença en el renaixement i la preexistència dels éssers,
5. el reconeixement del fet que els mitjans o les maneres d'accedir a la salvació (mokxa) són múltiples,
6. el fet que, malgrat el nombre de les divinitats a adorar, es pot ser hindú i no adorar cap ídol,
7. a diferència d'unes altres religions, o creences, la religió hindú no està vinculada a cap conjunt definit de conceptes filosòfics.

## Història de l'hinduisme
A l'edat del bronze, la civilització de la vall de l'Indus té els primers elements d'allò que avui es diu hinduisme, com els banys, els símbols fàl·lics comparables al Lingam de Xiva, i l'esvàstica. Un segell descobert a Mohenjo-Daro és considerat com una de les primeres representacions de Xiva.
Durant el període vèdic, a l'edat del ferro (entre 1500 i 800 aC), es van compondre els quatre Vedes, que són els textos fundadors de l'hinduisme. Algunes divinitats del Rig Veda van ser represes i revisades per l'hinduisme.
Del 1000 a 600 aC, s'escriu la part que tracta dels mantres, i el bramanisme esdevé dominant. Però texts com el Shatapatha Brahmana discuteixen el ritualisme rígid i l'elitisme d'aquesta època per tal d'afavorir l'enfocament místic. Durant aquesta època apareix igualment el Buda.
A l'edat mitjana, l'hinduisme, mitjançant el teisme, troba un nou desenvolupament. L'hinduisme que es coneix avui és principalment procedent d'aquest nou corrent que ha aprofitat el declivi del budisme dels segles IV i V.
Al segle xx, l'hinduisme va estendre's fora de l'Índia i en particular a l'Occident. Vivekananda en va fer una primera presentació el 1893 al Parlament de les Religions del Món a Chicago.

### Períodes i escoles
- Abans del 1500 aC - 900 aC: vedisme
- 900 - 400 aC: bramanisme
- 500 aC: jainisme, budisme, Bhagavad Gita, Manu Smriti
- 300 aC: l'augment de l'ortodòxia de les darxanes
- 200 dC: Nagarjuna i el sorgiment del budisme mahayana
- 600 dC: Shankaracharya i la influència del vedanta
- posterior al 900 dC: desenvolupament d'altres escoles vèdiques: Visishtadvaita, Dvaita, etc.

La filosofia hindú clàssica pot agrupar-se en dues categories: les escoles "ortodoxes" (àstika) i les "heterodoxes" (nàstika, que no accepten l'autoritat dels Vedes).

### Doctrines clàssiques o ortodoxes
De l'època més ortodoxa (300 aC) van sorgir diverses visions, camins o escoles que s'anomenen darxanes. En l'hinduisme, no hi ha una diferència tan clara entre filosofia i religió com a Occident. Per això, aquestes escoles no es poden classificar com a religions ni com a filosofia únicament. Per a l'hinduisme, la filosofia no és únicament un coneixement abstracte, també és una metafísica amb implicacions morals en el dia a dia.
Entre les darxanes, en destaquen sis:
- Vedanta. Els principals exponents són Shankara (788-820 dC) i Ramanuja (1017-1127 dC). És la via més majoritària i practicada actualment a l'Índia.
- Ioga. El principal exponent n'és Patanjali, el compilador o escriptor dels ioga sutra, considerat el text fundacional. És una escola popular a Occident, principalment en els aspectes més físic de les postures (asanes).
- Samkhya. És considerada l'escola més antiga. Principalment, s'ocupa d'enumerar i descriure les característiques principals de l'existència. Kapila n'és considerat el fundador. El text fundacional és el Samkhya Karika, escrit per Ishvara Krishna cap al 350 dC.[6]
- Purva Mimamsa. Escola que considera les accions ètiques com la força que determina l'aspecte del món. El text fundacional n'és el Mīmāṃsā Sutra, escrit per Jaimini entre el 300 i el 100 aC.
- Nyaya. És una escola d'especulació filosòfica que ha esdevingut posteriorment un sistema dedicat també a la metafísica. El corpus principal d'aquesta escola es troba en els textos anomenats Niaiá sutra, escrits pel savi Gótama Akshapada Gautama cap al 500 aC.
- Vaisheshika. Escola que reflexiona al voltant de les diferències (vishesha) entre les coses. El text fundacional són els Vaisheshika sutras, escrits per Kanada probablement entre el 500 aC i el 600 aC.

## Localització i cronologia

L'esvàstica hindú

L'hinduisme és majoritari actualment en només tres estats del món: l'Índia (bressol de l'hinduisme i la seva terra sagrada), on són el 75%, el Nepal, on són el 85%, i l'illa africana de Maurici, encara que el Nepal era fins fa poc l'únic estat del món que reconeixia l'hinduisme com a religió oficial. També són majoria a l'illa indonèsia de Bali. Després de la independència de l'Índia i la divisió del subcontinent indi en territoris de majoria hindú i musulmana, es va formar l'estat del Pakistan per a la població islàmica, però hi van quedar importants minories hindús. Després de la secessió del Pakistan Oriental (actual Bangladesh), l'antiga colònia britànica va quedar dividida en tres estats. A Bangladesh, la minoria hindú és molt més gran que al Pakistan i hi ha hagut actes violents contra ella –així com contra budistes, cristians i animistes– pràcticament des de la independència del país, fins a l'extrem d'haver desaparegut gairebé 3 milions de bengalís, la gran majoria hindús, des del 1971 (informe del Departament d'estat dels Estats Units fet pel llavors senador Edward Kennedy), a causa del que ha de ser considerat el genocidi més gran durant moltes dècades.
També hi ha importants minories hindús a l'Afganistan (on durant el règim dels talibans van ser forçats a dur un distintiu), Bhutan, Birmània, Cambodja, Indonèsia, Malàisia, Sri Lanka i Tailàndia. A Occident, hi ha hindús en gairebé tota l'Europa occidental, principalment a la Gran Bretanya, i també n'hi ha molts als Estats Units. Hi ha minories hindús en molts països llatinoamericans, especialment al Panamà.
- Els hindús són majoritaris a:

- Índia 75%.
- Nepal 80%
- Bali (Indonèsia) 90%
- Destacades comunitats hindús a:

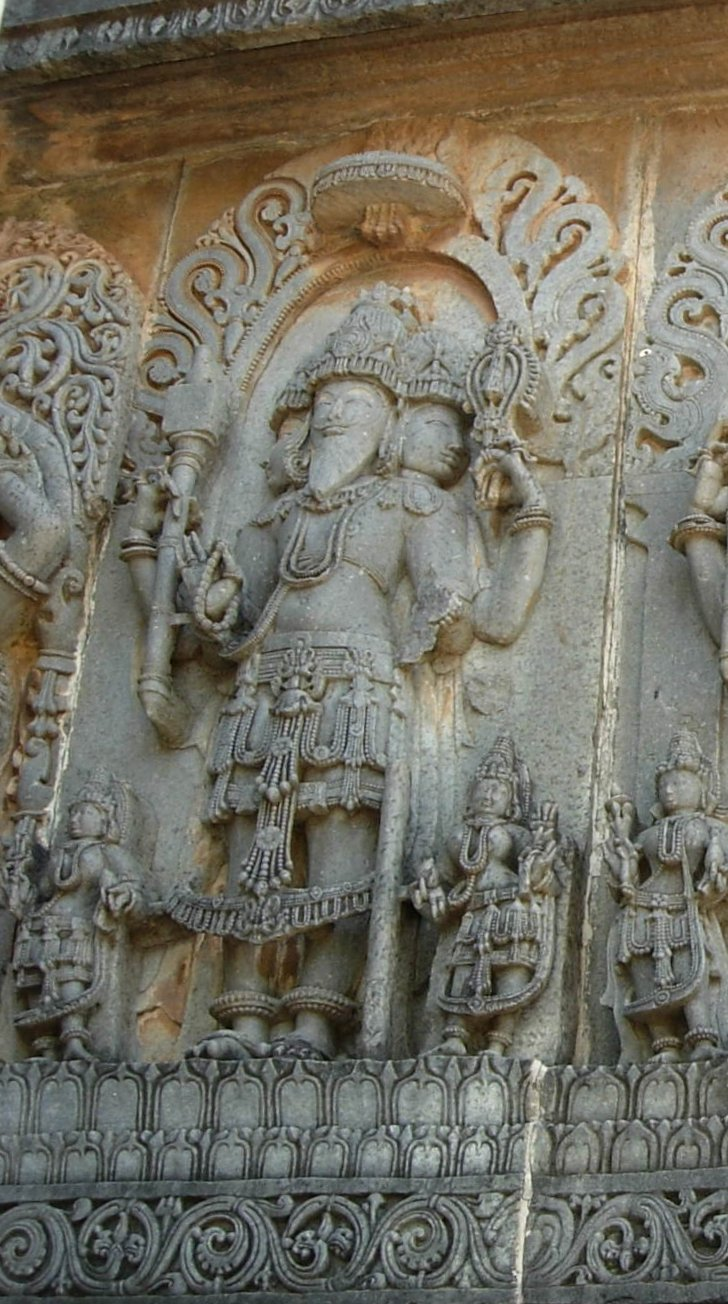
Brama, déu creador en l'hinduisme

- Afganistan (segona religió després de l'islam)
- Bangladesh (segona religió després de l'islam)
- Bhutan (segona religió després del budisme)
- Birmània (segona religió després del budisme)
- Indonèsia (segona religió després de l'islam)
- Malàisia (tercera religió després de l'islam i el budisme)
- Oman (segona religió després de l'islam)
- Pakistan (tercera religió després de l'islam i el cristianisme)
- Sri Lanka (segona religió després del budisme)
- Tailàndia (segona religió després del budisme)
- També hi ha importants comunitats d'immigrants hindús als  Estats Units, el  Regne Unit, la  península Aràbiga,  Trinitat i Tobago i  Sud-àfrica.

## Suma de cultures
L'hinduisme no té fundador, no és cap religió ni cap filosofia sinó una suma d'aquestes, un conjunt de creences metafísiques, religioses, cultes, costums i rituals que formen una tradició sense ordes sacerdotals que estableixin dogmes, ni cap organització central.
Es tractaria més aviat d'un conjunt de creences procedents de pobles de diferents regions, barrejades amb les que van portar els aris que es van establir a la vall de l'Indus.
Els hinduistes li diuen a aquella tradició religiosa sanàtana dharma ('religió eterna'), perquè creuen que no té començament ni tindrà final. Segons ells, ha existit durant més de 5.000 anys. Diuen que l'hinduisme és la tradició religiosa més antiga del món.

## Context

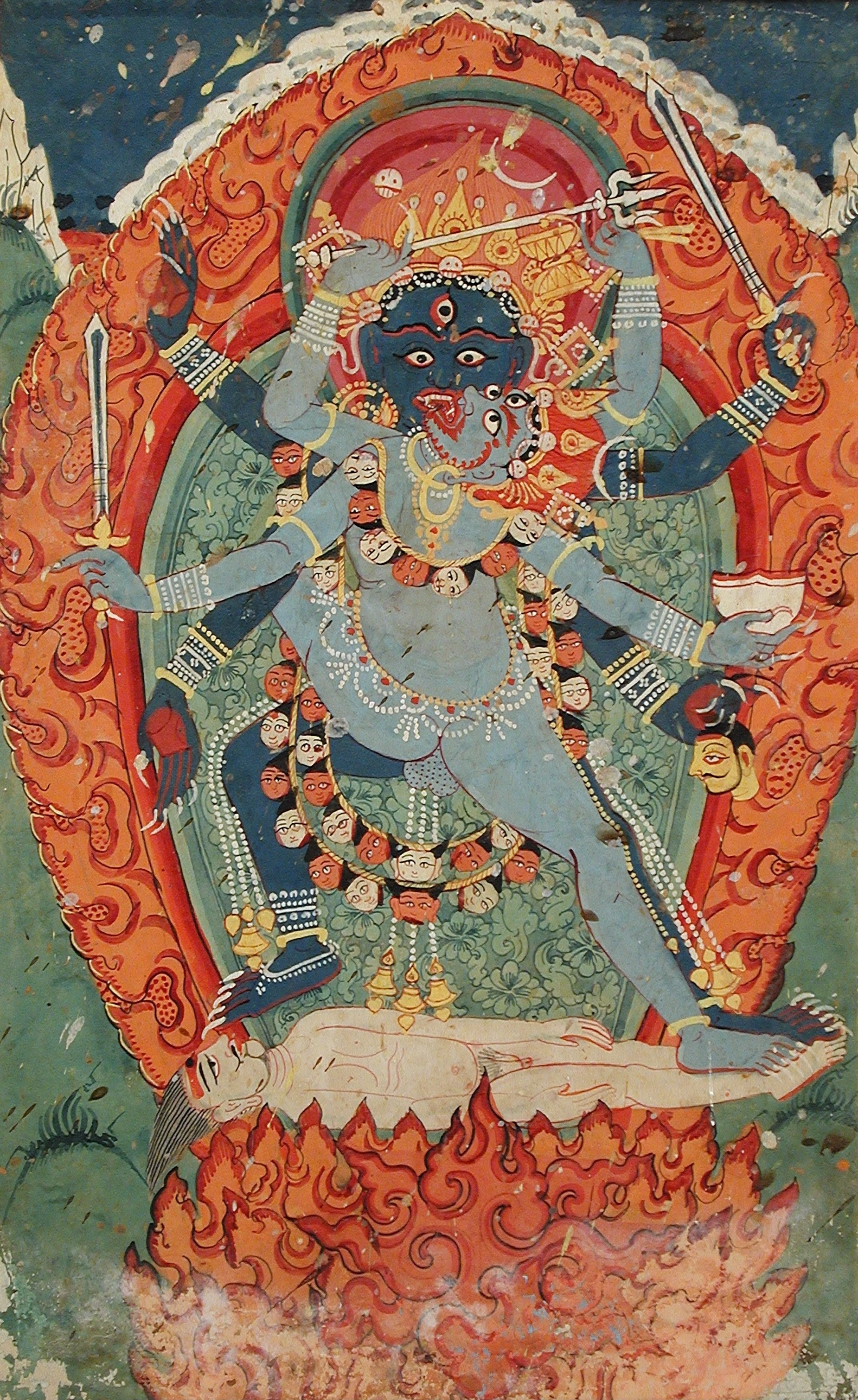
La dea Kali (Durg) i el déu Xiva copulant

El nombre d'hinduistes a tot el món és de més de 800 milions. A l'Índia, els hinduistes són el 75% del total de la població.
En l'hinduisme com a cultura existeix el teisme, el deisme, el politeisme, el panteisme, l'agnosticisme i l'ateisme. L'hindú se sent culturalment hindú: un budista indi es diferencia d'un altre budista qualsevol per la seva cultura.
L'hinduisme està format per unes quantes religions que són tan diverses com contràries per les seves formes. També hi ha un conjunt de filosofies que hi obre un ventall de possibilitats.
L'hinduisme no té només una doctrina. Cada religió segueix la seva pròpia: els vixnuïtes creuen en un ésser suprem etern, de nom Vixnu, tanmateix, els vixnuïstes gaudiyas (bengalís) només adoren Krixna.
En el Vedanta, aquesta suprema realitat es diu Braman i no té passat, present ni futur, i és infinit. Tots els altres éssers de l'univers són la seva expressió, i per això se'l considera l'origen de l'univers.
Els xivaïtes del Caixmir creuen en un únic déu, Xiva, i neguen la importància de Brama i Vixnu. La seva visió monista de l'univers ha estat escrita en els Śiva Sutra. La filosofia samkhya de Kapilà és una filosofia profundament atea i ortodoxa.

## Creences fonamentals

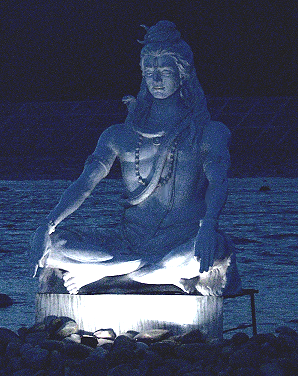
Estàtua de Xiva a Rishikesh (Índia)

L'hinduisme es basa en els ensenyaments vèdics, segons els quals hi ha un cicle etern de reencarnacions, del qual es pot sortir mitjançant les bones accions. Aquestes es basen en la pietat cap al proïsme, la contemplació, honorar les divinitats i els ritus.
En l'hinduisme hi ha diversitat de creences, però bàsicament els hinduistes creuen que darrere de l'univers visible (maya), al qual atribueixen cicles successius de creació i destrucció, hi ha una altra existència eterna i sense canvis. Abandonar el cicle de reencarnacions (samsara) i tornar a l'univers espiritual és l'objectiu últim dels hinduistes.
En el corrent hinduista impersonal es parla del Braman, del qual tots els altres éssers són l'expressió, perquè se'l considera l'origen de l'univers.
La complexitat de l'hinduisme és tan gran que no es pot etiquetar ni descriure. Una de les seves característiques és la multiplicitat de déus.
Als textos occidentals es va fer popular la trinitat hindú, de nom Trimurti ('tres formes [de Déu]'): els déus masculins (Brama, Vixnu i Xiva), però generalment ningú no adora els tres déus. Molts hinduistes adoren la dea Durga (coneguda com a Kali), però també molts més déus, fins i tot déus comarcals.
La presència d'escoles diferents dins de l'hinduisme no ha de ser vista com a cisma. Al contrari, no hi ha animositat entre les escoles. En comptes d'això, hi ha un intercanvi d'idees i un debat que serveix per millorar. No és gaire comú però és permès, que algú segueixi una escola però que prengui la perspectiva d'una altra escola per a certes qüestions.
- Monoteisme: molts hinduistes creuen en un únic déu.
- Politeisme: perquè -com diverses religions de l'Índia- professen el sincretisme.
- Advaita: un tipus d'hinduistes que creuen en un déu abstracte, o en una energia divina impersonal.
- Idolatria: per als hinduistes, déu pot ser en una estàtua (murti) per permetre la seva adoració (bany, ofrena de menjar, etc.).

Dins del monoteisme, es poden incloure el vixnuisme, el xivaisme, el xactisme i l'smartisme, oposades a la doctrina advaita (en què els jnyanis estudien el Braman impersonal).
Hi ha pràctiques que tothom respecta, com reverenciar els bramans (sacerdots) i les vaques, no menjar carn i casar-se només amb algú de la mateixa casta (l'hinduisme estableix el sistema social de castes).
Fora d'això, no hi ha preceptes rigorosos sobre quan cal fer les pregàries, ni quan cal fer els rituals, ni tampoc cap jerarquia eclesiàstica.

### Temes comuns
La filosofia és considerada pels pensadors hindús com una necessitat pràctica que cal que sigui treballada per tal de comprendre millor com s'ha de viure. Es va convertir en un costum dels escriptors indis per a explicar l'inici d'obres filosòfiques, com puruṣārtha, la filosofia en què hi ha un ordre subjacent unitari, que és omnipresent i omniscient. Algunes escoles es van concentrar en l'explicació d'aquest ordre. Tots els grans fenòmens de la natura, el destí, els fets, etc., es consideren els resultats d'aquest ordre.
El primer esment d'aquesta figura en el Rig Veda, que parla de Brama, o l'universal i transcendent "etèria" construcció de tot el món. Es descriu com a adimensional, atemporal i fora de l'abast de les fronteres conegudes de la felicitat i el coneixement.
La idea de l'ACR, traduït per Gavin Flood com a 'justícia' o 'el còsmic i l'ordre social', també hi té un paper important.

## Déus principals

### Trimurti
Trimurti és un concepte de l'hinduisme en el qual les funcions còsmiques de creació, manteniment i destrucció (o dissolució que precedeix la recreació) estan personificades per les divinitats de Brama, el creador, Vixnu, el preservador i Xiva, el destructor o transformador.
La seva representació sol mostrar aquests tres déus l'un al costat de l'altre (asseguts o dempeus) o reunits en un sol cos (que té, llavors, tres caps, sis braços i sis cames). També se'ls mostra associats amb les seves consorts, que simbolitzen l'energia, el moviment, mentre que ells representen la matèria, la inèrcia; així, Lakshmi completa Vixnu (la prosperitat —Lakshmi— està condicionada per la preservació), parella que es troba mútuament completada per la de Shakti (o Parvati-Kali-Durga) i Xiva (l'energia femenina completant la matèria masculina), i finalment per Brama i Sarasvatí (el coneixement —Sarasvatí— que és necessari a la creació).
- Brama o Brahma és, dins de l'hinduisme, el déu creador de tot el que existeix, personificació del braman suprem. Encara que els atributs de l'activitat creadora siguin donats a diversos déus en el període vèdic ulterior, en l'etapa dels Brahmana (categoria de la literatura vèdica consagrada al dogma i als rituals, però que també conté llegendes i especulacions abstractes), el déu pare, Prajapati o Brama, és presentat com el creador únic.
- Vixnu també se'l coneix amb el nom de Narayana. S'encarna especialment en Krixna i Rama. Dintre de l'hinduisme, hi ha diverses creences respecte a la transcendència de Vixnu.
- Xiva Xankarao Mahadeva. Déu del sacrifici de la mitologia índia, en l'hinduisme clàssic constitueix, amb Brama -déu creador- i Vixnu -déu preservador-, la Trimurti: Xiva n'és l'aspecte destructor però amb un terme positiu (destrucció per a reconstruir) i assumeix molts altres papers, com el de senyor dels ascetes (Mahadeva).

### Altres déus
- Aditi és, dins del vedisme, la dea-mare (Devamātri, mare dels déus). Representa el concepte de l'origen primordial, de l'expansió infinita creadora de totes les coses. En la mitologia hindú, Aditi donà a llum els aditya, divinitats (deva), que personifiquen els dotze mesos de l'any i els signes del zodíac. Representa l'amplitud, l'extensió, la llibertat. És la dea que permet el floriment, allibera de tot el que restringeix, fa desaparèixer tot rastre de pecat, d'impuresa, de malaltia. Dona la bona salut. És la mare per excel·lència, i les dones, durant l'embaràs, llueixen l'amulet "que Aditi portava quan desitjava un fill". Per això, és protectora dels parts. Se la representa com una dona jove que es retorça els cabells amb les dues mans. Dels seus cabells surt el riu, font de totes les riqueses.
- Ganeix és el déu de la saviesa; és representat amb cos d'home panxut, cap d'elefant mancat d'un ullal i quatre braços. És venerat com a portador de bona sort, i per la seva capacitat de resoldre els problemes. És fill de Xiva i Parvati. Com que la segona volia tenir un fill, li ho va demanar al primer i li va agafar la roba i la va embolicar de manera que a dins en va aparèixer un. Parvati estava molt contenta, però, en un atac d'enveja, Xiva va enviar un raig mortal amb el seu ull frontal i li va llevar el cap. Més tard, penedit, va buscar de pressa quin cap hi havia disponible a la vora i li va posar el d'un elefant al qual li faltava un ullal.
- Agni és el déu del foc i del sacrifici, el qui uneix la Terra i el cel i l'atmosfera que n'hi ha enmig. Té molts temples dedicats al sud de l'Índia.
- Parvati és una dea de la religió hinduista. El seu nom significa 'filla del turó Pārvata' (pàrvata vol dir 'muntanya'). És la filla d'Hima-vat ('que té neu', les muntanyes de l'Himàlaia) i dona del déu Xiva. És la mare de Ganesha (déu amb el cap d'elefant) i de Karttikeya (Skanda, el déu de la guerra).
- Kali és una de les dees principals. Encara que generalment se la coneix com un ésser violent, Kali és una dea amb una història complexa. És considerada una de les consorts de Xiva. El seu nom sembla una versió femenina de la paraula sànscrita kāla (que significa 'foscor'); també significa 'dona negra'.
- Rama és el setè avatar (descens de Déu) de Vixnu, nascut a l'Índia per deslliurar-la del jou del dimoni Rávana. En l'actualitat, Rama és el déu més popular de l'Índia.
- Hanuman és el déu mico venerat pels hindús, que el consideren un aspecte del déu Xiva. És el fidel company de Rama (un dels deu avatars de Vixnu en el Garuda Purana de Vixnu) i una de les deïtats més importants del panteó hindú, en el Ramaiana, on li ajuda en la seva expedició en contra de les forces del mal liderades pel malvat Rāvana. Té un poder i una força gairebé il·limitada, fins al punt que en néixer va saltar fins al sol en confondre'l amb una fruita. El seu nom significa 'el que té mandíbula gran' (hanu: 'mandíbula', mat: 'posseeix').
- Durga és un dels epítets de Parvati, consort de Xiva, considerada com la shakti (l'energia) de l'absolut impersonal, i adorada sola (signe de la seva omnipotència), a diferència de Parvati.[10] És una de les divinitats principals del panteó hindú.
- Ganga és la dea del Ganges, filla de l'apsara Menaka i d'Himavant, el rei de l'Himalaya. És la mare de Karttikeya -Skanda- amb Agni, que és anomenat en conseqüència Gangaputra. És també la mare de vuit nois amb el rei Shântanu, però en el moment de la seva separació, els va ofegar a tots excepte un, Bhishma. És l'esposa de Xiva, que la porta a la seva cabellera. És de vegades anomenada Bhagirathi, 'descendent de Bhagiratha', ja que és gràcies a les ascesis de rishi que va baixar sobre la Terra per tal de purificar els éssers dels seus pecats.

## Llocs sagrats

### Ciutats
- Varanasi.
- Pushkar.

### Rius
- Ganges.

## Textos

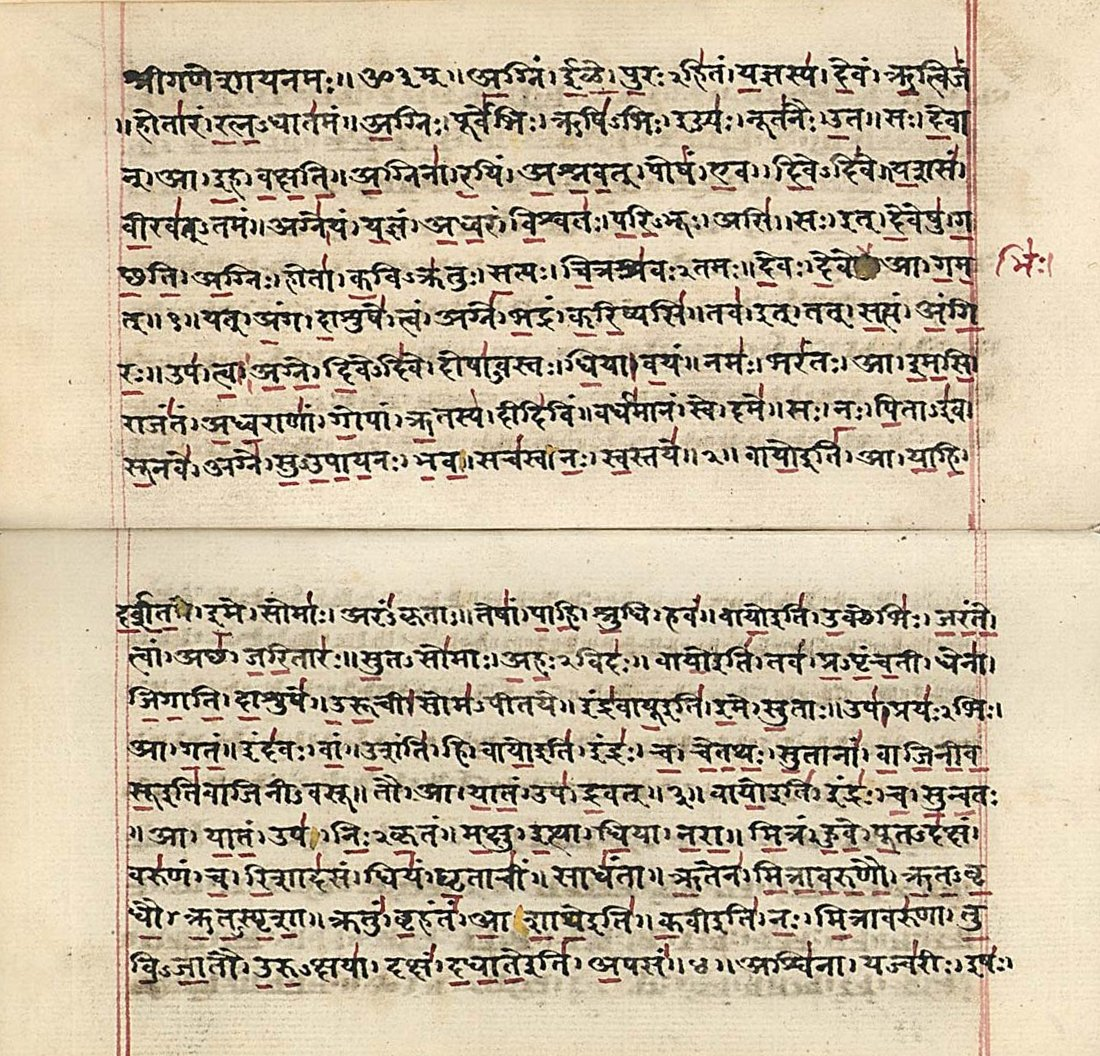
Exemplar del Rig Veda, escrit en sànscrit

Els hinduistes accepten els texts sagrats Vedes, que inclouen gran quantitat de texts antics.

### Sruti
Hi ha un grup de texts que es consideren «revelats» (en sànscrit: sruti, 'escoltats'), i que no poden ser interpretats, sinó seguits al peu de la lletra:
- Els upanixad, meditacions misticofilosòfiques escrites cap al segle vii aC.
- Els quatre Vedes:
  - Rig-Veda ('Saber de les estrofes'), escrit en una de les formes més arcaiques del sànscrit, probablement abans del segle viii aC.
  - Yajur-Veda ('Saber de les fórmules sacrificials'), el llibre dels sacrificis.
  - Sama-Veda ('Saber de les melodies'), conté himnes.
  - Atharva-Veda ('Saber d'Atharva', nom d'una família de sacerdots), és el llibre dels rituals.

### Smriti
Altres texts sagrats són els smriti ('el recordat, la tradició'):
- El text èpic Mahabharata (que inclou el text religiós Bhagavad-Gita).
- El Ramayana (la història èpica del rei déu Rama).
- Els 18 Purana ('històries') principals, i desenes de petits Purana.
- L'Ayurveda parla dels coneixements en medecina.

L'hinduisme es conforma com el coneixem en l'actualitat a partir del segle iii aC, combinant doctrines budistes amb creences brahmàniques (de castes) i dràvides.

## Dimensió social de l'hinduisme

### Dansa

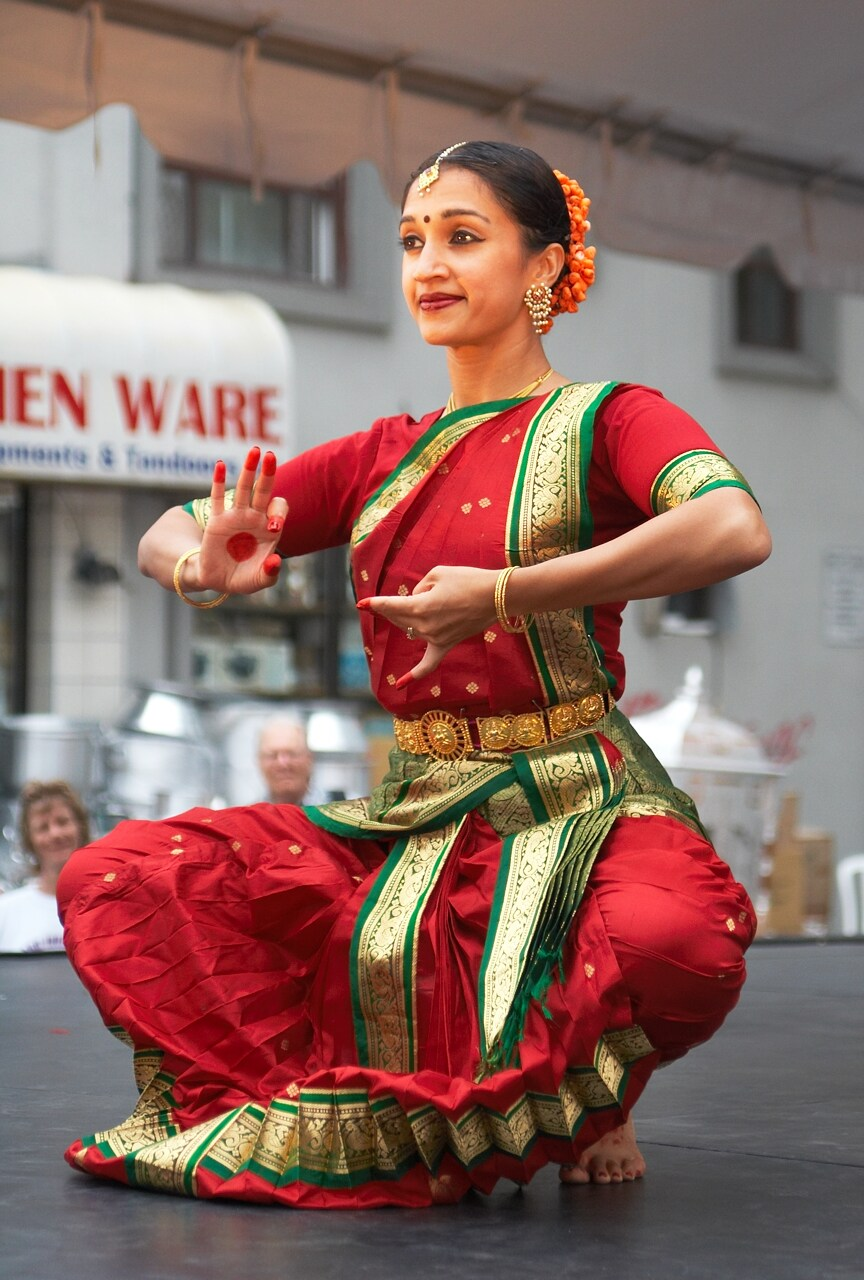
Dansarina del Bharata natyam

Verdader art ritual, la dansa clàssica índia neix en els temples. Diversos segles abans de l'era cristiana, els grans santuaris utilitzen els talents de les joves dansarines. Artistes sagrades, són lligades al temple; porten el nom de devadaçi ('esclaus de déu'), i participen en les cerimònies d'ofrenes i d'adoració. Quan, més tard, el ball sigui practicat a la cort dels prínceps, conservarà aquesta inspiració religiosa. L'Índia clàssica ha conegut dos grans tipus de ball:
- El Bharata natyam n'és la forma més antiga, de manera estreta vinculada a les cerimònies religioses. Per a aquest art sobri, delicat, de ritme generalment lent, el ballarí està sol en escena.
- Més espectacular, el Kathakali troba els seus temes en els grans episodis del Ramayana i del Mahabharata. Cada ballarí porta un vestit sumptuós i un maquillatge espès corresponent al seu personatge: els déus són generalment pintats en verd, i els dimonis en vermell o en negre.

### Entorn

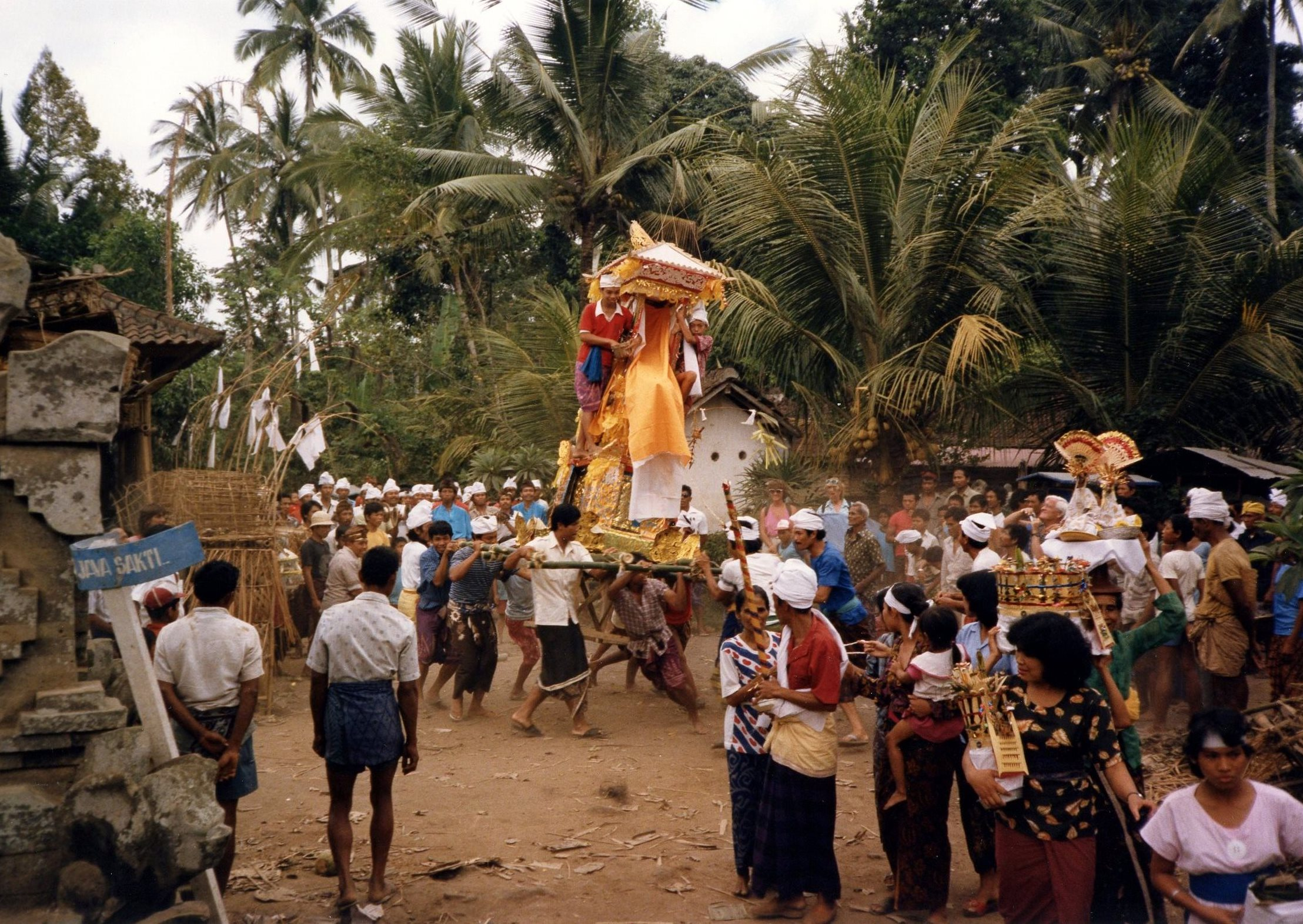
Processó de cremació a Bali (Indonèsia)

L'entorn en l'hinduisme té una gran importància. Sanâtana-dharma torna a la concepció d'una essència eterna del cosmos, la qualitat que lliga tots els éssers humans, animals i vegetals a l'univers al voltant i eventualment a la font de tota existència. Aquesta perspectiva significa que, a l'Índia, al nivell religiós i filosòfic, l'entorn no pot ser ignorat, o menyspreat.
Els bishnoïs (o vishnoï) són els membres d'una comunitat creada pel guru Jambeshwar Bhagavan, anomenat de manera comuna Jambaji (1451-?), sobretot present en l'estat del Rajasthan, majoritàriament a les regions de Jodhpur i de Bikaner, i en una mesura menor en l'estat veí de l'Haryana a l'Índia.
Els bishnoïs segueixen vint-i-nou principis promulgats pel seu guru i es caracteritzen pel seu vegetarianisme, el seu respecte estricte de tota forma de vida (no violenta, ahimsa), la seva protecció dels animals, així com dels arbres, l'adopció d'una vestimenta particular. Se'ls defineix sovint com posseïdors d'una forta consciència ecològica. Els bishnoïs viuen tranquil·lament en pobles aïllats lluny dels centres de població, i són aproximadament set milions a l'Índia. Són els rars hindús que enterren els seus morts, per no tallar el bosc per a la cremació.

### Les festes

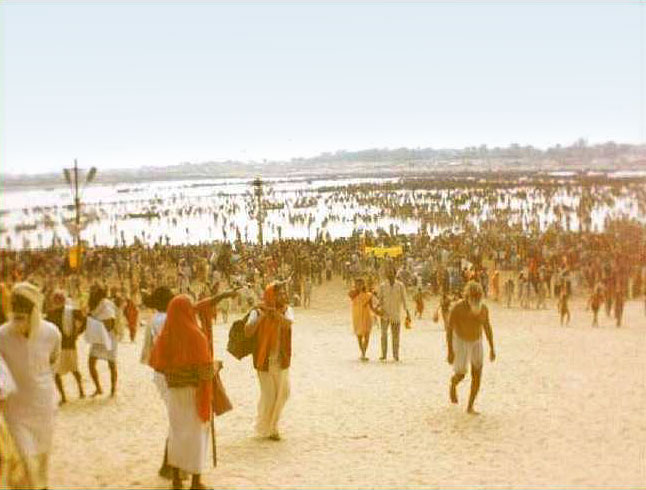
La Kumbhamela, que reuneix cada vegada milions de pelegrins

Les festes en l'hinduisme ocupen un lloc visible i incontestable en la pràctica de la religió hindú. Exceptuant les festes més populars, com la d'Holi, del naixement de Krixna o de Diwali, la festa de les llums, que són celebrades en tota l'Índia, la majoria de les celebracions tenen una importància sobretot local.
Habitualment, el desenvolupament de la festa se centra al voltant d'un gran carro ricament adornat, portant les imatges de les divinitats del temple, i que és estirat a través del poble o la regió tota sencera.
Una de les festes més conegudes és la que es manté a Puri (a Orissa) en honor de Krixna-Vixnu, que representa en aquesta ocasió les figures de Jaqannatha ('senyor del món'), del seu germà Balarama i de la seva germana Soubhadra.
Es pot igualment citar Janmâshtami, 'vuitè dia de naixement', festa de la nativitat de Krishna, al mes d'agost. Una nina que representa Krishna bebè és col·locada en un bressol, al voltant del qual la família vigila una gran part de la nit recitant invocacions i cants. El dejuni és sovint observat en ocasió d'aquesta cerimonia.